# Madeline Groves
Madeline Groves (Brisbane, 25 de mayo de 1995) es una deportista australiana que compite en natación.
Participó en los Juegos Olímpicos de Río de Janeiro 2016, obteniendo dos medallas de plata, en las pruebas de 200 m mariposa y 4 × 100 m estilos. Ganó una medalla de oro en el Campeonato Pan-Pacífico de Natación de 2018.

## Palmarés internacional
| Juegos Olímpicos        | Juegos Olímpicos        | Juegos Olímpicos | Juegos Olímpicos  |
| Año                     | Lugar                   | Medalla          | Prueba            |
| ----------------------- | ----------------------- | ---------------- | ----------------- |
| 2016                    | Río de Janeiro (Brasil) | Medalla de plata | 200 m mariposa    |
| 2016                    | Río de Janeiro (Brasil) | Medalla de plata | 4 × 100 m estilos |
| Campeonato Pan-Pacífico |                         |                  |                   |
| Año                     | Lugar                   | Medalla          | Prueba            |
| 2018                    | Tokio (Japón)           | Medalla de oro   | 4 × 200 m libre   |